# Rey de Reyes (2017)
Rey de Reyes 2017 fue la vigésima primera edición del Rey de Reyes, un evento pago por visión de lucha libre profesional producido por Lucha Libre AAA Worldwide. Tuvo lugar el 19 de marzo de 2017 desde el Arena José Sulaimán en Monterrey, Nuevo León. El evento especial es una lucha en la que el ganador se lleva la espada que lo acredita como el Rey de Reyes.
Rey de Reyes 2017 contó con siete combates, siendo Aero Star contra Super Fly en una Lucha de Apuestas el evento principal. En otras luchas destacadas, Ayako Hamada derrotó a Taya ganando el Campeonato Reina de Reinas de AAA poniéndole fin al reinado de 2 años y medio, y Johnny Mundo derrotó a El Texano Jr. y El Hijo del Fantasma, no solamente reteniendo su Campeonato Latinoamericano de AAA, sino también ganando otros dos campeonatos más: el Megacampeonato de AAA de Texano y el Campeonato Mundial de Peso Crucero de AAA de Hijo del Fantasma, y Argenis venció a Averno en un Battle Royal, ganando el Rey de Reyes 2017.

## Resultados
- Dark Cuervo & Dark Escoria derrotaron a El Mesías y Pagano en un Steel Cage Match y ganaron una oportunidad por Campeonatos Mundiales de Parejas de AAA.
  - Cuervo y Escoria ganaron después de que Mesías le aplicara un «Spear» a Escoria y lo arrojara fuera de la jaula.
  - Originalmente se anunció que Escoria y Mesías salieron al mismo tiempo, pero luego se le otorgó la victoria a Escoria.
- Ayako Hamada derrotó a Faby Apache, La Hiedra, Lady Shani, Goya Kong y Big Mami y ganó la oportunidad por el Campeonato Reina de Reinas de AAA.
  - Hamada eliminó finalmente a Shani, ganando la lucha.
  - Originalmente Mari Apache formaba parte de la lucha, pero fue sacada de la misma debido una lesión.
  - Esta lucha marcó el regreso de Ayako Hamada a AAA después de 9 años.
- Johnny Mundo (c) derrotó a El Texano Jr. (c) y El Hijo del Fantasma (c) en un Winner Takes All Match y ganó el Megacampeonato de AAA y el Campeonato Mundial de Peso Crucero de AAA.
  - Mundo cubrió a Texano después de un «End of the World».
  - El Campeonato Latinoamericano de AAA de Mundo, el Megacampeonato de AAA de Texano Jr. y el Campeonato Mundial de Peso Crucero de AAA de Fantasma estaban en juego. El ganador obtendría los tres campeonatos.
  - Durante la lucha, Kevin Kross intervino a favor de Mundo.
- Dr. Wagner Jr. y Psycho Clown derrotaron a los Totalmente Traidores (Murder Clown y Monster Clown).
  - Después de la lucha, Soul Rocker, Mocho Cota Jr. y Carta Brava Jr. atacaron a Psycho y Wagner.
- Ayako Hamada derrotó a Taya y ganó el Campeonato Reina de Reinas de AAA.
  - Hamada cubrió a Taya después de un «AP Cross».
- Argenis ganó el Rey de Reyes 2017.
  - Argenis eliminó finalmente a Averno.
  - Los otros participantes fueron (en orden de eliminación): Pimpinela Escarlata, Niño Hamburguesa, El Elegido, Joe Líder, La Parka, Chessman y Bengala.
- Aero Star derrotó a Super Fly en una Lucha de Máscara vs. Cabellera.
  - Aero Star cubrió a Super Fly.
  - Originalmente, Super Fly había ganado la lucha después de golpear a Aero Star con un puño de acero, sin embargo, el gerente general Vampiro le informó al árbitro de lo que había ocurrido y reinició el combate.
  - Como consecuencia, Super Fly fue rapado.